# 真田十勇士 (柴田錬三郎・本宮ひろ志の漫画)
『真田十勇士』（さなだじゅうゆうし）は、原作：柴田錬三郎、作画：本宮ひろ志による日本の漫画。
本項では、ジャンプスーパーエース版（全4巻）を元に説明する。

## 概要
戦国時代末期から大坂の陣までを舞台に、真田幸村と、彼を取り巻く10人の勇士らの活躍を描く。
立川文庫などで人気の真田十勇士ものであるが、史実や従来の型を超えた展開となっている。コミックス刊行と同時期に放送されていた、NHK人形劇『真田十勇士』（NHK、1975年～1977年）とは原作を同じくするが（#書籍）、展開には相違点がある（夢影の運命、大坂の陣以降の展開など）。

## ストーリー
第1巻「集え!幸村のもとに」
天正時代、信州上田城にいた若き真田幸村は、ある夜、浅間山に来るよう、謎の声を聞く。浅間山の頂上に駆けつけた幸村を待っていたのは、天竺波羅門の怪僧・魔比達（まびたつ）であった。魔比達は浅間山から吹き出した10個の鉄の塊を指し、10振りの剣を作ることを指示する。その剣を求め、やがて10人の若者が集まってくる、と魔比達は予言し、夜空に消える。
同じ頃、武田勝頼は織田徳川連合軍に破れ、武田家は滅亡しようとしていた。老齢の忍者・戸沢白雲斎は、山本勘助の頼みにより、勝頼の遺児を救い出していた。佐助と名づけられた子供は、忍者の修行を積み、成長して猿飛佐助となる。
紆余曲折を経て、佐助は高野小天狗、三好清海、筧十蔵ら3人とともに、幸村の家臣となり、それぞれの剣を受け取る。
関が原の合戦に参加する為、徳川秀忠の軍が上田城に迫るが、幸村と四勇士を中心とした真田勢はこれに屈せず、秀忠は関が原に遅参する。しかし、西軍は敗北し、幸村親子は高野山で得度し、九度山中での隠居生活を家康に命じられた。
佐助は、旅先で巨大な鷲（マンダラ）に乗った南蛮人・霧隠才蔵と出会う。十勇士入りの条件として勝負になり、佐助は勝つが、「仲間入りする前に、日本を自分の目で確認したい」と才蔵が申し出たため、一旦別れる。
豊臣秀吉の隠した軍用金を巡り、呉羽自然坊が仲間入り。謎を解くため、幸村は穴山小助に助力を求めた。
第2巻「豊臣家の御用金を探せ!」
家康は忍者集団の掌握に乗り出し、各地の忍者を傘下に入れ、逆らう者は殺していた。穴山小助の率いる風盗賊（ふうとうぞく）も、服部半蔵率いる忍者軍団・地獄谷の木曾一族に襲われる。風盗賊は散り散りになるが、佐助・高野小天狗の助力もあり、敵は撃退され、小助は十勇士入りする。そして、佐助はくノ一・夢影と敵味方として出会う。
一方、マンダラを殺され、自らも傷ついた才蔵は、家康と戦う決意を固め、幸村の元を訪れる。為三（いさ）も加わり、勇士は8人となった。
小助は謎を解き、八丈島に流された宇喜多秀家が財宝を託されていることを知る。幸村と八勇士は、由利鎌之助、夢影、そして岩見重太郎率いる瀬戸内の海賊たち、あさぎ配下の湖賊を加え、巨大船・真田丸を建造し、八丈島へ向かう。
行く手を阻む大渦を回避するため、幸村らが剣を打ち合わせたところ、魔比達が現れ、女性を生贄にすることを要求する。佐助、幸村は拒むが、夢影は飛び込み、船は救われる。
八丈島で宇喜多秀家から財宝を受け取った一行は、船を修理、武装を強化して帰路につく。一方、家康は財宝の話を聞き、柳生宗矩に奪取を命じた。
第3巻「激突!大海戦」
江戸丸を旗艦とする徳川艦隊と激突した真田丸は、幸村の作戦で善戦する。しかし、霧によるアクシデントにより、江戸丸と真田丸が衝突し、大破。江戸丸を奪い、真田一行は生還したが、財宝は海の底に沈んでいった。
岩見重太郎・あさぎらと別れた幸村は、来るべき大坂の陣を前に、八勇士を各地に派遣、各大名の動静を探らせる（小助は残留）。佐助は、謎の若者にからかわれ、幸村奇襲を知らされる。小助の活躍によって幸村のピンチは救われたが、駆けつけた佐助の前に、先ほどの若者が現れ、幸村に宣戦布告をし、立ち去る。若者は真田大助であり、幸村の実子であった。
大助は服部半蔵の罠にかかり、父・幸村を恨んでいた。後藤又兵衛との対峙により、父・幸村へのわだかまりを捨てた大助は十勇士に入る。各地に散った勇士たちもを帰還し、ここに十勇士が揃った。
大坂の陣が始まり、幸村らも大阪入りするが、豊臣秀頼の脆弱さに危機を感じる。幸村は、起死回生の策として家康暗殺計画を進言するが、上層部に受け入れられない。
幸村の心中を察した清海は、為三を徳川方に潜入させ、進路・進軍スピードを調整させる。大助配下のくノ一部隊を借り、徳川方の目を奪って奇襲をかけた清海は、家康を討ち取った。逃げられないことを覚悟していた清海は、十文字腹を切って果てる。しかし、討ち取ったはずの家康は、影武者だった。
第4巻「決戦!大坂夏の陣」
不利な戦況は変わらず、今度は高野小天狗が空から暗殺を企てる。霧を起こして不意を突いたものの、松明で霧を消され、投網で捕らえられる。最後を悟った高野小天狗は、家康の近くで自爆、しかし家康は生き残った。
次は、徳川方の千姫奪回作戦に乗じ、大助を千姫に化けさせて暗殺を企てる。しかし、不用意な発言で偽者と見破られ、大助は討ち死にする。
大坂夏の陣で、幸村勢は家康の本陣のある茶臼山を奇襲。由利鎌之助は上層部に援軍を要請、残りの勇士は前線で死闘を繰り広げる。
幸村は重傷を負い、小助に見取られる。小助は、佐助が落ち延びた家康を追撃していることを、幸村に告げる。死闘の末、佐助は家康を討ち取ったが、その死は秘匿され、大坂城は落城した。
才蔵と十蔵は生き残っていた。大鷲・マンダラも生きており、2人は海外へ雄飛する。
夢影は魔比達に救われて生きていた。夢影は片目・片腕を失った佐助を介抱し、2人で農民となって生きる決意をする。

## 登場人物

### 真田幸村と十勇士たち
登場順。
真田幸村
「諸葛孔明に匹敵する軍師」と評される武将（魔比達、山本勘助らの評価）。
名誉を重んじるが、冷静さ・非情さも併せ持ち、家康打倒のためには暗殺も辞さない。
神算鬼謀で徳川家康を苦しめるが、歴史の大勢を覆すことは出来なかった。
猿飛佐助
十勇士最強の忍者で、様々な術を使う。1000万人に一人、という才能の持ち主。
明るい無垢な性格だったが、山を離れ、旅を続けることで、徐々に世慣れてくる。本人いわく「主役」。
多くの鳥を集めて糸で下がり、空を飛ぶことも出来る。
高野小天狗（たかの こてんぐ）
本作オリジナルの十勇士。
紀伊国熊野三山に潜む忍者集団・熊野からす党の5代目。4代目（父）が熊野権現のお告げを聞いたことにより、幸村の家臣となる。
高野山で仏門に入り、波羅門の密教を学んでいる。
人間大の鴉に変身し、空を飛ぶ事が出来る。仲間からは「からす」、あるいは「カラス」と呼ばれ、本名で呼ばれる事は少ない。
三好清海（みよし せいかい）
名前は三好清海入道に近いが、実際は本作オリジナルの十勇士。
美青年であり、情報収集（潜入）の際は女装する事もある。仲間からはおかま呼ばわりされるが、男性に対する興味は示さず、むしろ仲間内では女好きに類する。
石川五右衛門の実子。五右衛門と共に釜茹でにされたが、死後も五右衛門が息子を頭上に掲げていたことに、検分役の加藤虎之助が感動したため、命を救われた。なお、「三好」は母方の姓。元の名は清太郎（せいたろう）。
僧侶として清海の名をもらったが、盗賊として活動していた。佐助と知り合った際には、大坂城の天守閣の鯱の目（ヒスイの宝玉）を狙っていた。
凧を使い、偵察や侵入を行う。
筧十蔵
本名は劉十天（りゅう じゅってん）。明（中国）の少年であり、妖術を使う。元の筧十蔵からは、かなり改変されている。
登場時は2本の唐剣を使用していたが、十勇士になって以後は、幅広の剣（1本）を使用。
自らの体から星が昇り、仙人に相談したところ「東の国に主君がいる」と告げられ、来日した。
初登場は、小西行長が朝鮮から撤兵する場面であり、この時「12～13歳」と書かれている。十勇士では小柄な方。
小西行長の命により家康暗殺を実行するが、忍者集団に阻まれ、失敗。清海に助けられ、逃亡。その縁で十勇士入りする。
霧隠才蔵
イギリス海賊の子孫。元の霧隠才蔵からは、かなり改変されている。剣の腕前はある程度たつが、忍者ではない。
山田長政の紹介でカンボジアから来日（シャムにも居たことがある）。巨大な鷲・マンダラの背に乗って空を飛ぶ。
来日直後、まず京の納屋助四郎の屋敷を襲った。その際、「呂宋助左衛門の仇討ち」と発言している。
山田長政との約束で、「最強の勇士と戦い、自分が負ければ十勇士入りする」と、佐助に勝負を迫ったが、敗北した。
江戸城の建設に酷使される作業員を見て義憤に駆られ、守備兵と戦闘になる。これをきっかけに十勇士入りする。
呉羽自然坊（くれは じねんぼう）
本作オリジナルの十勇士。
出羽三山の修験者の頭領。十勇士随一の大男。
弁慶の扮装で、京の三条橋で刀（正宗）狩りを行っていた（目的は、正宗に隠された財宝の謎）が、伊藤一刀斎に破れる。この時、牛若丸の扮装をした清海が居合わせており（今弁慶＝自然坊を退治するために合わせたコスプレ）、その仲裁をきっかけに十勇士入りする。
為三（いさ）
名前は三好伊三入道に近いが、実際は本作オリジナルの十勇士。
ケチなこそ泥であったが、才蔵と知り合い、十勇士入りする。十勇士では小柄な方。
穴山小助
忍者集団・風盗賊（ふうとうぞく）の頭領。元の穴山小助から改変されている。
主に軍師としての役割を担う。幸村にも解けなかった「百本の正宗の謎」を解くために、スカウトされる。
由利鎌之助
明石掃部助の紹介で十勇士入りした。元は宇喜多秀家の小姓。
鎖鎌の使い手。当初は無口でクールな男として描写されていた。
真田大助幸綱
幸村と女忍者・眉花（びか）の子。母親の元で、忍者として育てられた（父親の名は、伏せられて育った）。史実の真田幸昌とは出自が異なる（史実では、母は竹林院）。
後藤又兵衛との対峙により、「父子とは何か?」を理解し、十勇士入りする。
くノ一部隊を配下に持つ。

### 架空の人物など
登場順。
魔比達（まびたつ）
天竺波羅門の怪僧。十勇士の出現を幸村に予言し、10振りの剣を作ることを指示する。
天正11年（1593年）、2つの宝玉（ヒスイ）を秀吉に贈っている。宝玉は魔比達の勧めで天守閣の鯱の目としてはめられ、豊臣家の安泰のシンボルとなった。
八丈島行きの際、大渦に飲まれそうな幸村一行を救った。
以後、直接の登場はないが、大渦に身を投じた夢影を救っている。
戸沢白雲斎
佐助の命の恩人であり、師匠。高名な伊賀忍者。
伊賀山中で隠居していたが、山本勘助の依頼により佐助を助ける。養育に関しては、天文に従い「真田幸村の家臣として」育てることにし、勘助にも了解を取った。
地獄百鬼と佐助の戦いの後、自らの死期を悟り、幸村に仕えるよう佐助に告げる。佐助の出生の秘密を語り、自爆して果てた。
地獄百鬼
木曾谷忍者党の頭領。
当初は織田信長に雇われ、武田勝頼の遺児（佐助）を狙い、白雲斎を狙った。この時、右目を失う。
15年後、復讐のため、白雲斎の住居を奇襲。しかし、成長した佐助に敗北し、左目も失う。
小影（夢影）を後継者として育てており、服部半蔵が風盗族を襲撃した際には協力した。しかし、風盗族を全滅させられなかったため伊賀忍者軍団に命を狙われ、相手を道連れに自爆する。
近江琵琶左衛門
多景島（琵琶湖）の湖賊の頭領。大坂屋惣兵衛の娘をさらったため、佐助と対決する。
あさぎ
近江琵琶左衛の娘。争いの中、佐助の過失で父が殺され、佐助を仇として狙う。
岩見重太郎の姪でもあり、彼の仲介で真田一行の八丈島行きに協力した。夢影の犠牲以後は、佐助への敵対心が消えている。
八丈島からの帰還後は、真田一行と別れる。
大坂屋惣兵衛
大坂の裕福な商人。元は近江琵琶左衛門の仲間。
大坂屋惣兵衛の娘を屋敷に送り届けたため、佐助は清海と知り合う。
マンダラ
巨大な鷲。その背に霧隠才蔵と為三を乗せても飛べる。
雛の頃から才蔵に育てられたが、佐助の術により、あっさりと才蔵を裏切った。
江戸城で才蔵が窮地に陥った際に救うが、まもなく鉄砲隊に囲まれ、銃撃を受ける。
死亡したと思われたが、服部半蔵に救われており、恩返しに彼に仕え、江戸丸から柳生宗矩を救った。
最後は才蔵の元に戻り、才蔵・筧十蔵と共に、日本を去った。
納屋助四郎
悪人にして豪商。幸村は、納屋屋敷を襲って軍資金を手に入れようと、佐助・高野小天狗・筧十蔵・清海の4人を派遣するが、一足先に才蔵が襲来、屋敷を爆撃してしまう。
夢影
木曾地獄谷の女忍者。佐助の命を狙ったが、失敗。以後、佐助を殺すチャンスを伺っていたが、佐助に惚れたため、命を投げ出す。元の名は小影。

### 実在した人物
登場順。
真田昌幸
幸村の父。
大坂の陣の前に没するが、決戦を予期し、必勝策を幸村に授けた。「籠城しては勝てない」と言い残す。
徳川家康
幸村の最大の敵。着々と天下統一への布石を打つ。
自身の保身のために影武者を用意することはあるが、器量は大きく、部下の失敗にも細かな叱責はしない。
柳生宗矩
家康が頼りとしている家臣。
江戸城で霧隠才蔵が暴れた時は、彼を追い詰めた。八丈島の財宝を巡っては、江戸丸に乗り込み、真田一行を帰路で襲った。
服部半蔵
家康の配下として、裏側からの工作を行う。
明石掃部助
豊臣秀頼と千姫の婚礼を阻止しようと、幸村に相談を持ちかける。八丈島行きに際しては、由利鎌之助を幸村に紹介した。
大坂の陣にも参加、夏の陣で戦死する。
岩見重太郎
瀬戸内の海賊。
身長8尺（約240cm）以上の巨漢で、30人力と噂される。また、洞察力・観察力にも秀でている。頭髪は逆立っており、2本のツノが生えたように見える。
鎖鎌を使う鎌之助と立ち会った際は、彼を圧倒した。しかし、鎌之助が十勇士の剣を手にしたため、逆転される。佐助・鎌之助の説得により、八丈島行きに協力するが、家康配下の海軍に強襲され、部下を3人にまで減らしてしまう。
その後、あさぎと配下の湖賊に助力を依頼するが、あさぎは佐助を恨み、協力を渋る。岩見重太郎は頭を丸め、あさぎに土下座して頼みこみ、承諾を得る。
八丈島から帰還後は、真田一行と別れる。
後藤又兵衛
浪人時代には、真田大助に「父親の無骨な愛情」を示した。大坂の陣にも参加、夏の陣で戦死する。

#### 出番の少ない人物
登場順。
山本勘助
武田勝頼の遺児（佐助）の助命を戸沢白雲斎に依頼した。佐助の養育を白雲斎に一任し、去る。
豊臣秀吉
家康を朝鮮に出兵させる口実を考えている最中に倒れる。折しも、清海が宝玉（鯱の目）を盗んでいる最中であった。その後、まもなく死亡。なお、外された宝玉を清海が投げると、カモメとなって飛び去っていった。
小西行長
秀吉の死に伴い、朝鮮から帰国。その際、筧十蔵（劉十天）を連れてきた。石田三成の案に乗り、筧十蔵に家康暗殺を命じる。
石田三成
加藤清正、福島正則ら武官との溝を埋め、家康の豊臣家乗っ取りを防ぐべく、小西行長に家康暗殺を相談する。
曽呂利新左衛門
逃亡中の清海と筧十蔵に、主君になる幸村の存在を明示する。清海が石川五右衛門の息子であり、宝玉を盗んだことも知っていたが、時勢が家康に向いていることを悟り、時局に逆らうことはしなかった。
徳川秀忠
関が原の合戦に向かうが、上田城の幸村勢に阻まれ、遅参する。
その後、朝廷からの詔勅を為三に盗まれるなど、失態が目立つ。
山田長政
秀忠の命を受け、一騎で上田城の偵察に訪れた。その豪快な性格を幸村に買われ、城攻めの際の一番手を約束する。予告通りに先鋒として出陣するが、幸村の奇策にはまり、佐助に生け捕りにされる。
面目を潰されたことを恥じ、戦後、海外に渡る。シャムかカンボジアを目指し、「十勇士の一人を探す」と佐助に告げた。
お国
歌舞伎の傍ら、間者として家康のために働いている。
名古屋山三郎
京で大道芸を披露している最中、筧十蔵・清海と出合う。
娘・小笹（母親はお国）を使い、十蔵の妖術を防いだ。
伊藤一刀斎
今弁慶（呉羽自然坊）退治を徳川の重臣から頼まれた。呉羽自然坊を打ち負かすが、清海の取り成しで、100本目の正宗を渡し、立ち去る。
百地三太夫
家康の誘いを断ったため、自らが育てた百地十五人衆に命を狙われる。
助力を求めに来た高野小天狗に忍者の非情な心構えを説き、さらに「幸村が50年前に生まれていれば、天下を取れたかもしれない」、「幸村は歴史に名を残したいだけ」と告げ、百地十五人衆と相打ちになる。
宇喜多秀家
八丈島に流された際、秀吉の隠し財宝を生活品に偽装して持ち出した。史実では関ヶ原の戦いの時にはまだ20代と若い年齢であったが、本作品では高齢な老人武将として描かれている。
豊臣秀頼
豊臣家の当主で大坂城の城主。脆弱な人物で、幸村は「白ブタ」と評した。
柳生十左衛門宗章
柳生宗矩の末弟（史実では兄）。無名の兵法者・望月周七郎として大坂城に潜入し、千姫奪還作戦に加担した。
織田有楽斎
望月周七郎をスカウトした。幸村は「有楽斎も計画に加わっている」と見ている。
千姫
家康の孫娘で秀頼の妻。「部下思い」の一面を見せた以外、特に性格描写がない。

## 書籍
すべて絶版。

### コミックス
ともに集英社より刊行。
ジャンプテレビコミックス（全6巻）
第1巻
第2巻1975年10月10日
第3巻1975年12月25日
第4巻
第5巻
第6巻
ジャンプスーパーエース（全4巻）
第1巻「集え!幸村のもとに」ISBN 978-4420137072 1988年9月15日
第2巻「豊臣家の御用金を探せ!」 ISBN 978-4420137096 1988年10月15日
第3巻「激突!大海戦」ISBN 978-4420137119 1988年11月15日
第4巻「決戦!大坂夏の陣」ISBN 978-4420137133 1988年12月11日
なお、「ジャンプスーパーエース」については「ジャンプスーパーコミックス」としている資料もあるが、ジャンプスーパーエース（JUMP SUPER ACE）が正解。ジャンプスーパーコミックスの内、B6判の物がジャンプスーパーエースとしてラインナップされている。